# ビクトリア・ケア・タイルヴィグ
マリア・ビクトリア・ケア・タイルヴィグ（Maria Victoria Kjær Theilvig, 2003年11月13日 - ）は、デンマークのモデルであり美人コンテストの女王である。彼女はメキシコで開催されたミス・ユニバース2024大会で優勝した。
ミス・デンマーク2021で準優勝。また、ミス・グランド・インターナショナル2022でもデンマーク代表として出場し、トップ20にランクイン。